# Mank
Ne doit pas être confondu avec Mank (film).
Mank est une commune autrichienne du district de Melk en Basse-Autriche.
Elle s'étend sur 33,4km² et sa population s'élève à 3105 (au 1er janvier 2014).

## Monuments
- Château de Strannersdorf (de)
- Château de Kälberhart (de)
- Église paroissiale de Mank (de)